# Монографија
Монографија (грч. μονοσ — »један« и γραφειν — »писати«) је писано дело које детаљно обрађује једну тему служећи се поступком који омогућава детаљан, систематски, научно вреднован и објективан опис неке појаве, групе, институције или заједнице коришћењем различитих метода као што су: непосредно систематско посматрање, интервју, анализа документације и сл. Често је у питању научни есеј или научни трактат, који може бити објављен као књига или чланак у часопису. То је по дефиницији један документ који сам по себи представља комплетан текст. Монографија је обично написана од стране једног аутора, али то није увек случај. Излагање у монографији је на вишем нивоу од уџбеника.

## Наука
Међу научницима је уобичајена пракса да се сваки довољно обиман рад који истражује одређену тему објави као монографска публикација. Она садржи детаљан опис методологије датог истраживања, представљање резултата истраживања и њихово тумачење.

## Библиотекарство
Библиотекари под монографијом подразумевају сваку несеријску публикацију која је завршена у једном тому или у коначном броју томова. По томе се она разликује од серијских публикација, као што су магазин, часопис или новине.